# Портрет Еремея Яковлевича Савоини
«Портрет Еремея Яковлевича Савоини» — картина Джорджа Доу и его мастерской из Военной галереи Зимнего дворца.
Картина представляет собой погрудный портрет генерал-лейтенанта Еремея Яковлевича Савоини из состава Военной галереи Зимнего дворца.
Во время Отечественной войны 1812 года полковник Савоини был шефом Ладожского пехотного полка и командовал 1-й бригадой 26-й пехотной дивизии, в Бородинском бою был ранен и за отличие произведён в генерал-майоры. В Заграничном походе особо отличился при осаде Гамбурга.
Изображён в генеральском мундире, введённом для пехотных генералов 7 мая 1817 года; на плечи наброшена подбитая мехом шинель. Слева на груди звезда ордена Св. Анны 1-й степени; на шее кресты орденов Св. Георгия 3-й степени и Св. Владимира 3-й степени; справа на груди золотой крест «За взятие Измаила», серебряная медаль «В память Отечественной войны 1812 года» на Андреевской ленте и бронзовая дворянская медаль «В память Отечественной войны 1812 года» на Владимирской ленте. На задней стороне картины надпись: Savoyne. Подпись на раме с ошибкой в инициалах и фамилии: И. В. Савойна, Генералъ Маiоръ.
7 августа 1820 года Комитетом Главного штаба по аттестации Савоини был включён в список «генералов, заслуживающих быть написанными в галерею» и 10 февраля 1822 года император Александр I повелел написать его портрет. Гонорар Доу был выплачен 16 октября 1826 года и 15 января 1828 года. Готовый портрет был принят в Эрмитаж 21 января 1828 года. Поскольку предыдущая сдача готовых портретов в Эрмитаж произошла 8 июля 1827 года, то портрет Савоини считается написанным между этими датами.
В 1840-е годы в мастерской И. П. Песоцкого с портрета была сделана литография, опубликованная в книге «Император Александр I и его сподвижники» и впоследствии неоднократно репродуцированная. Существует ещё одна литография с этого портрета, отличающаяся мелкими деталями.